# Diogo de Faria Pinho e Vasconcelos Soares de Albergaria
Diogo de Faria Pinho e Vasconcelos Soares de Albergaria (Figueiró dos Vinhos, Figueiró dos Vinhos, 8 de Novembro de 1840 — 1901) foi um político e empresário jornalista português.

## Família
Filho de Manuel José de Pinho Soares de Albergaria, 1.º Barão do Salgueiro, e de sua mulher Maria Benedita de Faria Pereira de Vasconcelos.

## Biografia
Bacharel formado em Direito pela Faculdade de Direito da Universidade de Coimbra, Administrador dos Concelhos de Figueiró dos Vinhos, de Alcobaça e de Leiria, Proprietário e Diretor do jornal Distrito de Leiria, etc.
Em Monarquia seria Representante do Título de Barão do Salgueiro.

## Casamentos e descendência
Casou primeira vez em Leiria, Leiria, na Sé, a 23 de Agosto de 1863 com Maria do Amparo Raposo Mouzinho de Albuquerque (Lisboa, São Mamede, 16 de Janeiro de 1843 - ?), filha de Fernando Luís Mouzinho de Albuquerque e de sua mulher Matilde da Conceição Raposo. Deste primeiro casamento teve vários filhos, entre eles a escritora, militante republicana e activista feminista Maria Benedita Mouzinho de Albuquerque de Faria Pinho.
Casou segunda vez em Leiria, Leiria, na Sé, a 17 de Maio de 1888 com Elisa de Paiva Curado (bap. Leiria, Leiria, 6 de Outubro de 1858 - Leiria, Parceiros, Quinta da Carvalha, 22 de Setembro de 1933), com descendência. Desta ligação nasceu Joana Curado de Pinho Soares de Albergaria (nascida em 28 de Fevereiro de 1889, falecida em 14 de Setembro de 1977). Por via da sua filha Joana, foi avô do filósofo e professor Fernando Pinho de Almeida.